# اختبار بوزاغلو
اختبار بوزاغلو (بالإنجليزية: The Buzaglo test)‏ هو عبارة عن صيغة في القانون الإسرائيلي الذي تطور فيما بعد إلى لغة في إسرائيل. 

في عام 1976، قرر النائب العام في إسرائيل في ذلك الوقت، أهارون باراك، لبدء تحقيق جنائي ضد آشر يدلين فيما يتعلق شأنا يادلين. حيث أن يادلين، شخصية مهمة في حزب مباي المهيمن الذي كان قيد النظر لمنصب محافظ بنك إسرائيل، كان يشتبه في السرقة وتلقي رشاوى. طلب يادلين أن يتم استجوابه من قبل الشرطة في مكتبه، لكنه رفض باراك على أساس أن القانون ينبغي أن يُعامل الجميع على قدم المساواة، دون ما يخص وضعهم الاجتماعي. وقد شكك يدلين في منشأة تابعة للشرطة، وأدين لاحقا وحكم عليه بالسجن لمدة خمس سنوات.

و قد لفت هذا القرار باراك الرأي العام في ذلك الوقت نظرا لهيمنة طويلة لحزب مباي في السياسة والمجتمع الإسرائيلي. في إشارة إلى القرار، صاغ باراك عبارة «القانون المطبق على يدلين هو نفس القانون المطبق على بوزاغلو» (الدين يادلين - KeDin بوزاغلو). وكان القصد من العبارة على أنها تعني أن كل من القوي والضعيف في المجتمع يخضع للقانون. يادلين يمثل النخبة السياسية في الغالب اشكنازي إسرائيل، في حين بوزاغلو تمثيل السكان المزراحيين، التي كانت إلى حد كبير أكثر فقرا وأضعف في ذلك الوقت.

وعلى الرغم من انه كان يستخدم أصلا في سياق سيادة القانون التهم والفساد محدد أصبح اختبار بوزاغلو منذ اختبارا لمجموعة من القضايا بين الأعراق في إسرائيل.